# 모터사이클 경주
모터사이클 경주(영어: Motorcycle sport)는 모터사이클을 이용해 경주를 하는 스포츠이다.

## 역사

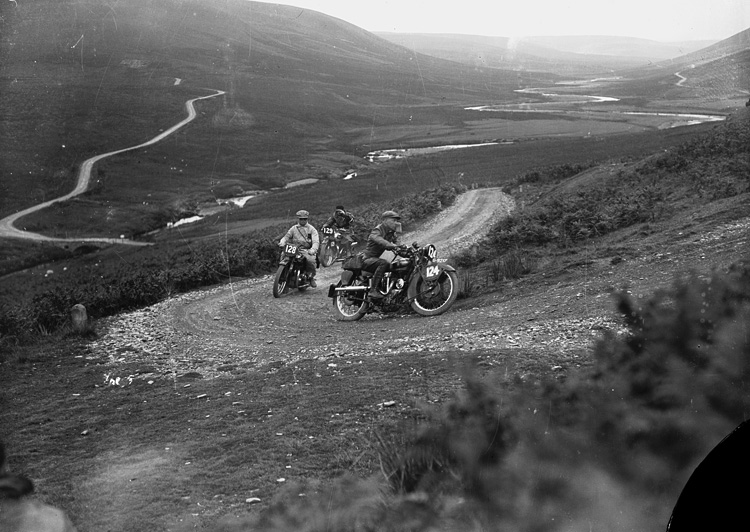
라야더 ~ 애버리스트위스 간 레이스의 형태(1910년대 이후 또는 1930년대의 사진으로 추정)
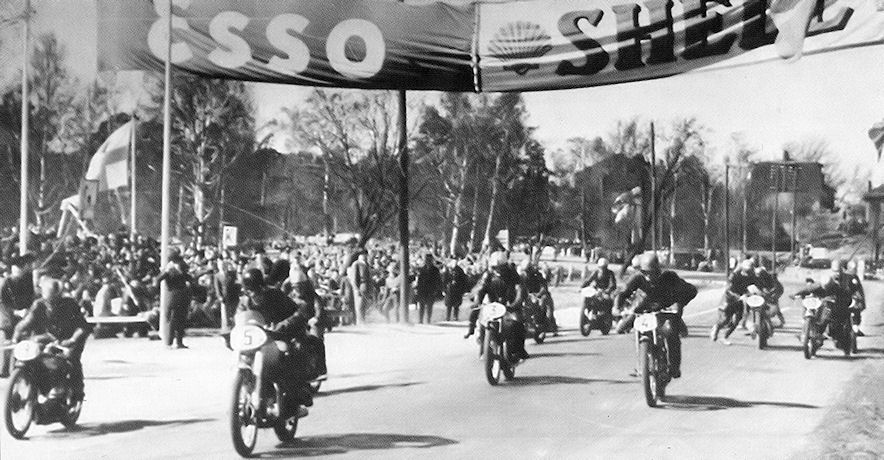
핀란드에서 개최한 모터사이클 경주(1933년 ~ 1935년경)

## 종류

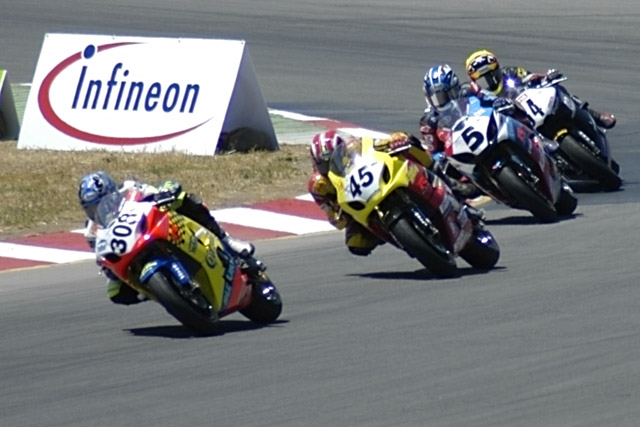
로드 레이스

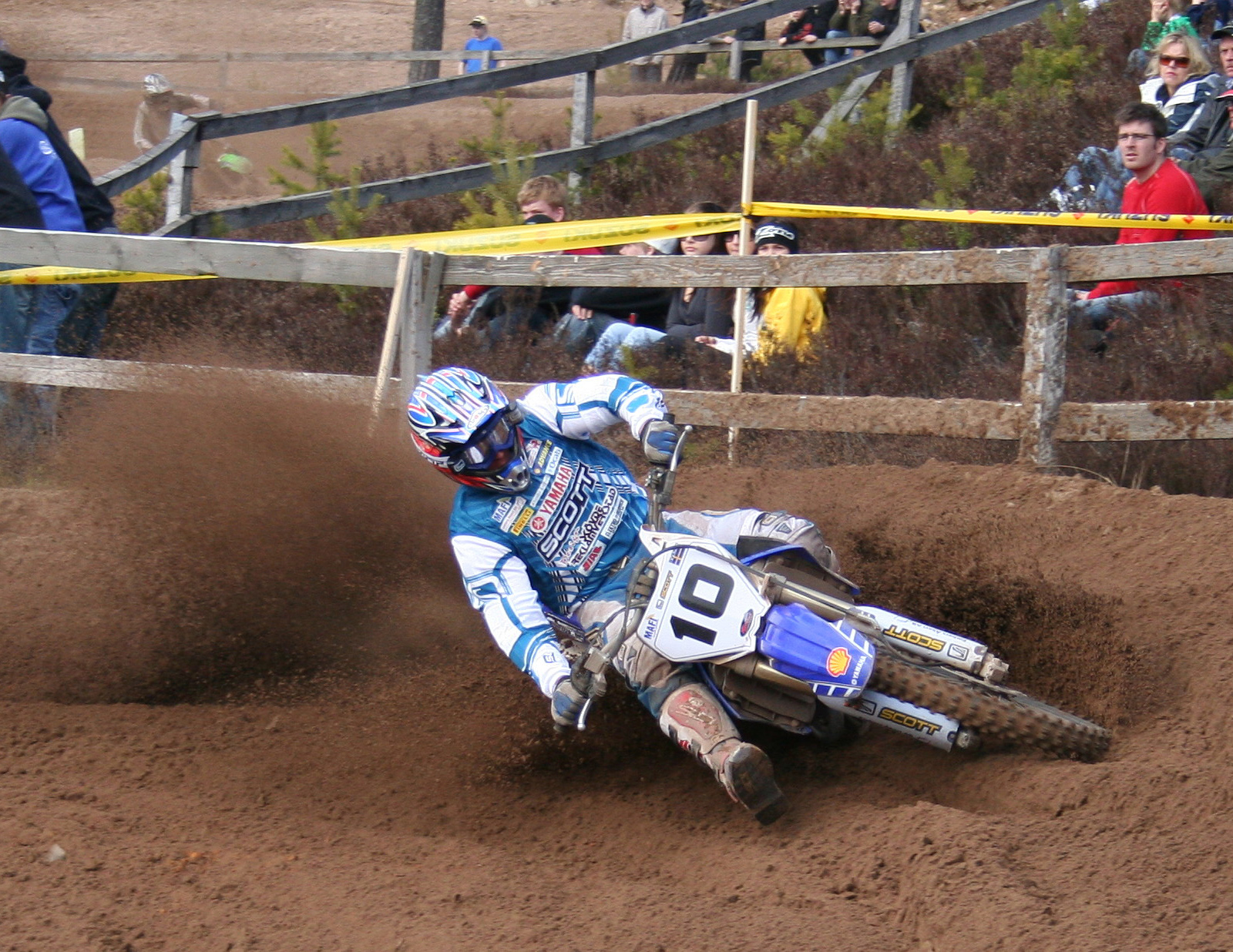
모터크로스

### 로드 레이스
- 로드 레이스
  - 모토GP
  - 슈퍼바이크 세계 선수권
  - 슈퍼스포츠 세계 선수권
  - 전일본 로드 레이스 선수권(일본)
  - AMA 슈퍼바이크(미국)
  - FIM 세계내구 선수권
  - 맨 섬 TT레이스
  - 사이드카 로드 레이스

### 모터크로스
- 모터크로스
  - 모터크로스 세계 선수권
  - AMA 모터크로스(미국)
  - 모터크로스 오브 네이션즈

- 슈퍼크로스
  - 슈퍼크로스 세계 선수권
  - AMA 슈퍼크로스(미국)
- 프리 스타일 모터크로스
- 스텝 업
- 사이드카 크로스

### 트라이얼
- 모터사이클 트라이얼
  - 트라이얼 세계 선수권
  - 전일본 트라이얼 선수권(일본)
  - 트라이얼 데 나시옹
- 사이드카 트라이얼

### 그 외
- 모터사이클 스피드웨이
- 사이드카 스피드웨이
- 엔듀로 레이스
  - 엔듀로 세계 선수권
  - 인터내셔널 식스데이즈 엔듀로
- 더트 트라이크 레이스
- 슈퍼 모타드
- 랠리
  - 크로스 컨트리 랠리 세계 선수권
  - 다카르 랠리
  - 랠리 몽골리아
  - 오스트레일리아 사파리
  - 파리 모스크바 베이징 랠리
  - 울란바토르 베이징 랠리
  - 투르 드 블루아일랜드 랠리
  - 튀니지 랠리
- 드래그 레이스
- 오토 레이스(일본)
- 스쿠터 레이스
- 미니바이크 레이스